# Атабаскански језици
Атабаскански језици су породица језика којима се говори у западним државама САД и то на Аљасци, државама северног дела америчке западне (пацифичке) обале: Орегон, Вашингтон и Калифорнија, државама америчког југозапада: Њу Мексико, Аризона, Тексас, Јута, Колорадо и Оклахома и западним провинцијама и територијама Канаде: Британска Колумбија, Алберта, Саскачеван, Манитоба, Јукон и Северозападне Територије. Атабасканским језицима говоре народи који припадају атабасканској породици народа. Атабаскански језици са ејачким језиком чине атабасканско-ејачку породицу, која је са тлингитским језиком део на-дене породице језика.

## Порекло имена
Реч атабаскански потиче од имена језера Атабаска у Канади, а име језера Атабаска је англизована верзија имена језера из језика народа Кри „Абапаска”, која значи „тамо где су трске једна до друге”. Име атабасканској породици језика дао је Алберт Галатин 1836. у својој класификацији језика Северне Америке.

## Језици
Лингвисти деле атабасканске језике на три групе на основу њиховог географског распореда и то на:
- Северноатабаскански језици
- Пацифичкоатабаскански језици
- Јужноатабаскански језици (или апачки)

Поред традиционалне поделе на три групе на основу географског положаја језика, постоји и подела на већи број подгрупа која је заснована на компаративној анализи.
Лингвисткиња Карен Рајс је класификовала атабасканске језике на већи број подгрупа, користећи и претходне класификације које су објавили Ив Годард и Мариан Митун. Ова класификација позната је по имену Рајс-Годард-Митун класификација. Према њој постоје следеће подгрупе: јужноаљаска подгрупа, централноаљаско-јуконска подгрупа, северозападноканадска подгрупа, зецот подгрупа, централнобританскоколумбијска подгрупа, сарси подгрупа, квалиоква-клацкани подгрупа, пацифичкоатабасканска подгрупа, апачка (јужноатабасканска) подгрупа.

### Северноатабаскански језици
Северноатабасканска група је највећа група у оквиру атабасканске породице језика. Језици из ове групе су подељени у 7 подгрупа.
- I) Јужноаљаска подгрупа

- 1. Ахтнијски језик
- 2. Денаински језик (или танаина, кенаице)

- II) Централноаљаско-јуконска подгрупа

- 3. Дег хитански језик (или дег хинаг, ингалик)
- 4. Холикачучки језик (или иноко)
- 5. Којуконски језик (или денаке, тена)
- 6. Горњокускоквимски језик (или колчански)
- 7. Доњотанански језик и средњотанански (или танански)
- 8. Горњотанански језик
- 9. Танакроски језик
- 10. Јужнотучонски језик
- 11. Севернотучонски језик
- 12. Гвичински језик (или кучински, лоучо, тукуд)
- 13. Хански језик

- III) Северозападноканадска подгрупа

- А. Талтанско-тагишко-каскијски језици

- 14. Талтански језик (или нахани)
- 15. Тагишки језик
- 16. Каскијски језик (или нахани)

- 17. Секански језик
- 18. Данески језик (или бив`р)
- Б. Слејвско-харски језици

- 19. Слејвски језик (или јужнослејвски)
- 20. Маунт`нски језик (или севернослејвски)
- 21. Берлејкски језик (или севернослејвски)
- 22. Харски језик (или севернослејвски)

- 23. Догрибски језик (или тличо јати)
- 24. Чипевјански језик (или дене сулине)

- IV) Зецотска подгрупа

- 25. Зецотски језик (или ветал)

- V) Централнобританскоколумбијска подгрупа

- 26. Бабинско-вицувински језик (или северни керијер, натутен)
- 27. Дакелски језик (или керијер)
- 28. Чилкотински језик
- 29. Никоолски језик (или ставикс, симилкамин)

- VI) Сарсијска подгрупа

- 30. Сутински језик (или сарси)

- VII) Квалиоквијско-клацканска подгрупа

- 31. Квалиоквијско-клацкански језик

### Пацифичкоатабаскански језици
Језици из ове групе су подељени у 2 подгрупе.
- I) Калифорнијска подгрупа

- 32. Хупски језик (хупа-чилула-вилкут)
- 33. Матолско-бер рив`рски језик
- 34. Илриверски језик (или ваилаки-нонгатл-синкјон-ласик)
- 35. Катски језик

- II) Орегонска подгрупа

- 36. Етнемитански језик (или ап`р амква, горњоамква)
- 37а. Доњорогриверски језик (или тутутни-шаста коста-коквил)
- 37б. Горњорогриверски језик (или г`лис-аплгејт, талтуштунтеде-дакубетеде)
- 38. Четкијско-толовски језик (или толова)

### Јужноатабаскански језици
Језици из ове групе су подељени у 3 подгрупе.
- I) Преријскоапачка подгрупа

- 39. Преријскоапачки језик (или кајоваапачки)

- II) Западноапачка подгрупа

- А. Чирикавско-мескалерски језик

- 40. Чирикавски дијалекат
- 41. Мескалерски дијалекат

- 42. Навахијски језик
- 43. Западноапачки језик (или тонто-вајт маунт`н-сан карлос-чибику)

- III) Источноапачка подгрупа

- 44. Хикарски језик
- 45. Липански језик